# USS Hunt (DD-674)
USS Hunt (DD-674) là một tàu khu trục lớp Fletcher được Hải quân Hoa Kỳ chế tạo trong Chiến tranh Thế giới thứ hai. Nó là chiếc tàu chiến thứ hai của Hải quân Mỹ được đặt theo William H. Hunt (1823-1884), Bộ trưởng Hải quân trong nội các của Tổng thống James A. Garfield. Nó đã hoạt động cho đến hết Thế Chiến II, ngừng hoạt động một thời gian ngắn, rồi tiếp tục phục vụ cho đến khi xuất biên chế năm 1963, và bị bán để tháo dỡ năm 1974.

## Thiết kế và chế tạo
Hunt được đặt lườn tại xưởng tàu của hãng Federal Shipbuilding and Drydock Company ở Kearny, New Jersey vào ngày 31 tháng 3 năm 1943. Nó được hạ thủy vào ngày 1 tháng 8 năm 1943; được đỡ đầu bởi bà Henry Kent Hewitt, phu nhân Phó đô đốc Hewitt và là cháu Bộ trưởng Hunt. Con tàu nhập biên chế vào ngày 22 tháng 9 năm 1943 dưới quyền chỉ huy của Trung tá Hải quân Frank P. Mitchell.

## Lịch sử hoạt động

### Thế Chiến II
Sau khi chạy thử máy tại vùng biển ngoài khơi Bermuda và được cải biến tại Xưởng hải quân New York, Hunt rời Norfolk, Virginia vào ngày 2 tháng 12 năm 1943 để đi sang Mặt trận Thái Bình Dương. Nó đi đến Trân Châu Cảng vào ngày 24 tháng 12, và gia nhập Lực lượng Đặc nhiệm 58, lực lượng đặc nhiệm tàu sân bay nhanh dưới quyền Phó đô đốc Marc A. Mitscher trực thuộc Đệ Ngũ hạm đội. Con tàu đã phục vụ hộ tống chống tàu ngầm cho một đội đặc nhiệm, vốn bao gồm các tàu sân bay Essex (CV-9), Intrepid (CV-11) và Cabot (CVL-28).

#### 1944
Hunt lên đường cùng lực lượng đặc nhiệm tàu sân bay vào ngày 16 tháng 1 năm 1944 để hỗ trợ cho cuộc đổ bộ lên quần đảo Marshall. Lúc bình minh ngày 29 tháng 1, máy bay từ tàu sân bay của đô đốc đã không kích xuống các sân bay còn do đối phương chiếm đóng tại Roi-Namur thuộc đảo san hô Kwajalein, nơi Hunt hộ tống bảo vệ cho các tàu sân bay trong các đợt tấn công. Sang ngày hôm sau, nó hộ tống các thiết giáp hạm North Carolina (BB-55), South Dakota (BB-57) và Alabama (BB-60) trong hoạt động bắn phá các cứ điểm cố thủ cùng những mục tiêu khác trên bờ biển phía Bắc Roi-Namur, bắn phá trong hai ngày. Chiếc tàu khu trục lại gia nhập cùng các tàu sân bay để hỗ trợ cho cuộc chiếm đóng các đảo nhỏ lân cận Roi và Namur, rồi cùng tàu sân bay Essex tiến vào vũng biển Majuro vừa mới chiếm được vào ngày 5 tháng 2 để tiếp liệu.
Hunt khởi hành vào ngày 12 tháng 2 cùng phần lớn lực lượng đặc nhiệm tàu sân bay nhanh để tham gia cuộc không kích xuống Truk, căn cứ chủ lực của không quân và hải quân Nhật Bản vốn đe dọa cả lực lượng của tướng Douglas MacArthur đang bao vây Rabaul; lẫn lực lượng chuẩn bị tấn công Eniwetok. Vào sáng sớm ngày 17 tháng 2, con tàu cùng phần còn lại của lực lượng đi đến ngoài khơi vũng biển Truk, bắt đầu phá hủy một cách hệ thống máy bay và tàu bè trong khu vực. Một lực lượng hạng nặng bao gồm hai thiết giáp hạm, hai tàu tuần dương hạng nặng và bốn tàu khu trục đã càn quét vòng quanh đảo san hô để tiêu diệt mọi tàu bè đối phương tìm cách thoát ra, trong khi máy bay từ tàu sân bay tấn công các mục tiêu trên bộ và trong vũng biển. Hunt có nhiệm vụ bảo vệ chống tàu ngầm và phòng không cho đội đặc nhiệm tàu sân bay dưới quyền Chuẩn đô đốc Albert E. Montgomery; và cho đến chiều tối ngày hôm sau, lực lượng đã đánh chìm hai tàu tuần dương hạng nhẹ, bốn tàu khu trục, ba tàu tuần dương phụ trợ, bốn tàu phụ trợ khác cùng 137.091 t (134.926 tấn Anh; 151.117 tấn Mỹ) tải trọng tàu buôn. Hơn nữa, khoảng từ 250 đến 275 máy bay hải quân đặt căn cứ trên đất liền bị phá hủy hay hư hại, buộc Hải quân Đế quốc Nhật Bản phải từ bỏ căn cứ tại Truk để rút lui về khu vực an toàn hơn.
Rời khỏi Truk, Hunt hợp cùng tàu sân bay Enterprise (CV-6), tàu tuần dương San Diego (CL-53) cùng năm tàu khu trục khác tách khỏi thành phần chủ lực để tấn công đảo san hô Jaluit thuộc quần đảo Marshall vào ngày 20 tháng 2. Nó thả neo tại Majuro vào ngày hôm sau, và sau một chặng ngắn ghé qua Trân Châu Cảng, con tàu lại ra khơi hộ tống cho Đội đặc nhiệm 58.2, được hình thành chung quanh tàu sân bay Bunker Hill để hướng sang quần đảo Palau vào ngày 22 tháng 3. Chiếc tàu khu trục đã trực chiến trong quá trình không kích xuống Peleliu vào ngày 30 tháng 3, và hỏa lực phòng không của nó đã đánh trả ba đợt phản công của máy bay ném bom-ngư lôi Nhật Bản trong ba ngày tiếp theo. Hunt cùng tàu khu trục Hickox (DD-673) tách khỏi đội hình vào ngày 1 tháng 4 để kết liễu một tàu tuần tra Nhật Bản dài 125 ft (38 m) vốn đã bị hư hại do không kích.
Hunt quay trở lại Majuro vào ngày 6 tháng 4 để tiếp liệu, rồi lên đường cùng đội đặc nhiệm tàu sân bay Bunker Hill (CV-17) để hỗ trợ cho cuộc tấn công nhằm chiếm đóng Hollandia, New Guinea. Máy bay từ tàu sân bay đã liên tiếp tấn công các mục tiêu đối phương trong khu vực, và những máy bay tiêm kích bay đêm đã đánh trả máy bay đối phương tìm cách lẫn vào tấn công. Trên đường quay trở về Majuro, đội đặc nhiệm ghé qua Truk cho một đợt không kích khác vào các ngày 29 và 30 tháng 4, biến căn cứ của quân Nhật vừa mới được tăng viện này trở nên hầu như vô dụng cho đến hết chiến tranh.
Hunt trải qua tháng 5 trong các hoạt động huấn luyện và nghỉ ngơi tại khu vực quần đảo Marshall, và một đợt tấn công nghi binh xuống đảo Wake vào ngày 24 tháng 5 nhằm lôi kéo sự chú ý của đối phương khỏi mục tiêu chính, quần đảo Mariana. Nó ra khơi cùng đội đặc nhiệm tàu sân bay Bunker Hill vào ngày 6 tháng 6 để tham gia cuộc chiếm đóng Mariana. Các cuộc không kích đầu tiên xuống nhóm đảo này được tung ra vào ngày 11 tháng 6 và kéo dài cho đến ngày 15 tháng 6, khi lực lượng Thủy quân Lục chiến đổ bộ lên bãi biển tại Saipan, khi chiếc tàu khu trục chuyển sang hoạt động hỗ trợ gần bờ cho lực lượng chiến đấu. Trong ngày này, Đô đốc Raymond A. Spruance Tư lệnh Đệ Ngũ hạm đội nhận được báo cáo từ tàu ngầm Flying Fish (SS-229) vể việc hạm đội đối phương đang tiếp cận từ hướng eo biển San Bernardino để phản công. Đến sáng sớm ngày 19 tháng 6, đối phương đã đi đến trong phạm vi tấn công lực lượng tàu sân bay nhanh vốn đang bảo vệ cho lực lượng đổ bộ ngoài khơi Saipan.
Trận chiến biển Philippine bắt đầu bằng một loạt các cuộc không chiến bên trên Guam, nơi máy bay Hoa Kỳ vô hiệu hóa lực lượng không quân Nhật Bản đặt căn cứ trên bờ. Khoảng một giờ rưỡi sau đó, "Cuộc săn vịt trời Mariana vĩ đại", tên lóng của trận cuộc đối đầu chính mở màn khi các tàu sân bay Hoa Kỳ tung máy bay tiêm kích ra ngăn chặn đợt đầu tiên trong số bốn đợt không kích từ tàu sân bay Nhật Bản. Trong vòng tám giờ không chiến liên tục, phía Nhật Bản bị mất 346 máy bay cùng hai tàu sân bay Shōkaku và Taihō bị tàu ngầm đánh chìm, trong khi phía Hoa Kỳ bị mất 30 máy bay và một quả bom đánh trúng một thiết giáp hạm nhưng không đủ để loại nó khỏi vòng chiến. Hunt sau đó cùng các tàu sân bay tiến sang phía Tây truy đuổi hạm đội đối phương đang rút lui, đánh chìm thêm tàu sân bay hạng nhẹ Hiyō cùng hai tàu chở dầu, và gây hư hại cho nhiều tàu khác. Trận đối đầu lớn nhất giữa hai lực lượng tàu sân bay này đã hầu như loại bỏ không lực trên tàu sân bay của Hải quân Đế quốc Nhật Bản.
Chiều tối hôm sau, lực lượng đặc nhiệm từ bỏ việc truy kích và quay trở lại Saipan. Trên đường quay về, Hunt giải cứu bốn phi công và bày thành viên đội bay của những máy bay không thể quay trở về tàu sân bay của mình. Sau khi quay trở lại Mariana, nó và các tàu đồng đội tiếp nối nhiệm vụ hỗ trợ lực lượng trên bộ trong các trận chiến nhằm chiếm đóng Saipan, Tinian và Guam. Nó tiếp nối nhiệm vụ này cho đến khi trận chiến tại các đảo này kết thúc vào đầu tháng 8.
Sau khi qay trở về Trân Châu Cảng để sửa chữa, Hunt khởi hành vào ngày 30 tháng 8 trong thành phần hộ tống cho thiết giáp hạm New Jersey (BB-62), soái hạm của Đô đốc William F. Halsey, tư lệnh Đệ Tam hạm đội. Nó tham gia cùng đội tàu sân bay Bunker Hill ngoài khơi quần đảo Admiralty vào ngày 6 tháng 9 cho các chiến dịch về phía Nam quần đảo Palau. Đến ngày 11 tháng 9, nó đưa Đô đốc Halsey từ New Jersey sang tàu sân bay Lexington (CV-16) cho một cuộc hội nghị các chỉ huy trước khi quay trở lại soái hạm của mình. Trong những ngày tiếp theo, nó hộ tống cho các tàu sân bay đang liên tục không kích xuống Palau để vô hiệu hóa sự phòng thủ tại đây.
Khi binh lính Thủy quân Lục chiến đổ bộ lên Peleliu vào ngày 15 tháng 9, máy bay từ tàu sân bay đã hỗ trợ cho cuộc chiến trên bờ, cho đến khi sức đề kháng của quân Nhật cuối cùng cũng bị dập tắt. Chiếc tàu khu trục đi đến Kossol Passage vào ngày 30 tháng 9 để đón Đô đốc Halsey cùng ban tham mưu của ông để đưa đến Peleliu. Nó tiễn đô đốc và đoàn tùy tùng lên bờ vào xế trưa, rồi tuần tra ngoài khơi như một soái hạm tạm thời cho đến xế trưa ngày hôm sau, khi nó đón đô đốc và đoàn tùy tùng để đưa họ trở lại Kossol Passage.
Vào ngày 6 tháng 10, Hunt cùng đội tàu sân bay Bunker Hill rời cảng cho các đợt không kích xuống Okinawa. Chiếc tàu khu trục đã giải cứu một phi công và hai thành viên đội bay một máy bay xuất phát từ Bunker Hill bị rơi vào ngày 10 tháng 10, rồi lặp lại hành động này hai ngày sau đó, cứu một phi công và hai thành viên đội bay mà máy bay bị bắn rơi trong khi tiến hành không kích các sân bay tại Đài Loan.
Hunt tháp tùng các tàu sân bay về phía Bắc Luzon trong khi diễn ra cuộc đổ bộ lên Leyte vào ngày 20 tháng 10, khi chúng liên tục đánh phá các sân bay Nhật Bản trên suốt Philippines nhằm vô hiệu hóa sức mạnh không quân đối phương, hỗ trợ cho công cuộc tái chiếm Philippines của tướng Douglas MacArthur. Trong trận Hải chiến vịnh Leyte, những tàu sân bay đã vượt lên phía Bắc, tấn công và đánh chìm bốn tàu sân bay và một tàu khu trục trong khuôn khổ Trận chiến mũi Engano. Trong thời gian còn lại của năm, nó tiếp tục phục vụ hộ tống các tàu sân bay trong các hoạt động không kích xuống Đài Loan và những vị trí còn do quân Nhật chiếm đóng tại Philippines.

### 1945
Vào ngày 16 tháng 2, 1945, lực lượng đặc nhiệm tàu sân bay nhanh của Hunt đã không kích ác liệt xuống khu vực vịnh Tokyo trong vòng hai ngày, trước khi chuyển hướng xuống phía nam tham gia hỗ trợ cho cuộc đổ bộ lên Iwo Jima vốn bắt đầu vào ngày 19 tháng 2. Vào ngày hôm đó, hỏa lực chiếc tàu khu trục đã bắn rơi một máy bay đối phương khi lực lượng đánh trả các đợt không kích đối phương nhắm vào các tàu chiến ngoài khơi hòn đảo bị tranh chấp này. Nó khởi hành vào ngày 22 tháng 2 để đi đến ngoài khơi đảo Honshū, Nhật Bản cho một đợt càn quét khác xuống vịnh Tokyo vào ngày 25 tháng 2; và trên đường quay trở về Ulithi các tàu sân bay đã không kích xuống Okinawa vào ngày 1 tháng 3.
Hunt rời Ulithi vào ngày 14 tháng 3 để gặp gỡ và tháp tùng tàu sân bay Franklin (CV-13) ngoài khơi quần đảo Ryukyu vào ngày 18 tháng 3. Sang ngày hôm sau Franklin cơ động gần sát các đảo chính quốc Nhật Bản hơn bất kỳ tàu sân bay Hoa Kỳ nào khác cho đến lúc đó, và tung ra đợt càn quét xuống Honshū cùng tàu bè tại cảng Kobe. Bất ngờ một máy bay đối phương ló ra từ trong đám mây thấp và ném hai quả bom bán xuyên thép nhắm vào Franklin, gây ra một đám cháy lớn do kích nổ đạn dược, bom và rocket trong sàn chứa máy bay. Hunt đã tiếp cận con tàu bị trúng bom để vớt những người bị văng xuống nước do các vụ nổ; và sau khi cứu được 429 người sống sót, nó tham gia cùng ba tàu khu trục khác tuần tra liên tục chung quanh Franklin, vốn đã chết đứng giữa biển trong khi chỉ cách bờ biển Nhật Bản 50 hải lý (90 km). Tàu tuần dương hạng nặng Pittsburgh (CA-72) đã kéo con tàu bị hư hại về đến Ulithi vào ngày 24 tháng 3. Hunt chuyển những người bị thương lên bờ trước khi hướng đến quần đảo Ryukyu vào ngày 5 tháng 4 hỗ trợ lực lượng cuộc tấn công lên Okinawa.
Hunt làm nhiệm vụ trạm cột mốc radar canh phòng ngoài khơi Okinawa từ ngày 8 tháng 4. Vào ngày 14 tháng 4, một máy bay tấn công cảm tử Kamikaze hướng về phía chiếc tàu khu trục, và bị hỏa lực phòng không bắn trúng. Dù vậy chiếc máy bay vẫn sượt qua làm hỏng cột ăn-ten chính, cánh máy bay bị mắc lại trên ống khói phía trước; thân máy bay đâm xuống nước cách con tàu 25 ft (7,6 m). Thủy thủ đoàn nhanh chíng dập tắt những đám cháy nhỏ phát sinh. Một máy bay Kamikaze khác tiếp cận con tàu đã bị hỏa lực phòng không bắn rơi trước khi nó tiến được đến gần.
Hunt sau đó tiếp tục bảo vệ cho các tàu sân bay khi chúng hỗ trợ trực tiếp cho lực lượng trên bộ tại Okinawa, và trải qua bốn ngày làm nhiệm vụ cột mốc radar tại vùng biển nguy hiểm này. Khi nó rời Ryukyu vào ngày 30 tháng 5 để được tiếp liệu và nghỉ ngơi tại vịnh Leyte, Philippines, thủy thủ đoàn của nó đã trực chiến báo động tổng cộng 54 lần. Nó lên đường vào ngày 19 tháng 6, để quay trở về Hoa Kỳ, và nó được đại tu tại San Francisco, California vào ngày 6 tháng 7. Tuy nhiên chiến tranh đã kết thúc và con tàu được cho xuất biên chế tại San Diego, California vào ngày 15 tháng 12, 1945.

### 1951 - 1963
Hunt được cho nhập biên chế trở lại tại San Diego vào ngày 31 tháng 10, 1951 dưới quyền chỉ huy của Trung tá Hải quân Lynn F. Barry. Sau khi được huấn luyện ôn tập tại chỗ, nó khởi hành đi Newport, Rhode Island vào ngày 14 tháng 2, 1952, đến nơi vào ngày 3 tháng 3. Trong hơn hai năm tiếp theo nó làm nhiệm vụ chống tàu ngầm và canh phòng máy bay cho tàu sân bay. Đến ngày 1 tháng 6, 1954, nó rời Newport để đi sang khu vực Tây Thái Bình Dương, đi đến Yokosuka, Nhật Bản vào ngày 7 tháng 7, rồi tiếp tục lên đường tham gia các cuộc cơ động của lực lượng đặc nhiệm tại vùng biển Philippines. Đến ngày 21 tháng 10, nó rời Sasebo, Nhật Bản cho hành trình quay trở về nhà, đi ngang qua Hong Kong, Singapore, kênh đào Suez và đến Naples vào ngày 20 tháng 11; băng qua eo biển Gibraltar vào ngày 12 tháng 12 và về đến Newport vào ngày 18 tháng 12, 1954, hoàn thành một chuyến đi vòng quanh trái đất.

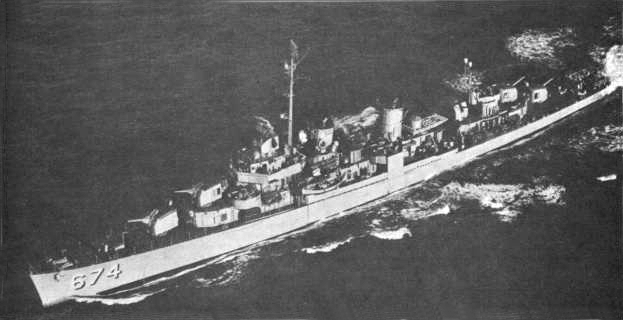
USS Hunt (DD-674) vào năm 1959.

Trong những năm tiếp theo, Hunt tham gia các cuộc thực tập chống tàu ngầm và hộ tống. Nó rời Newport vào ngày 6 tháng 11, 1956 để tuần tra tại khu vực Đông Địa Trung Hải, trong giai đoạn diễn ra cuộc Khủng hoảng kênh đào Suez và những bất ổn chính trị tại Hungary, rồi quay trở về Newport vào ngày 27 tháng 2, 1957. Một chuyến đi thực tập huấn luyện được tiếp nối dành cho học viên sĩ quan thuộc Học viện Hải quân Hoa Kỳ tại Annapolis, Maryland, bao gồm việc duyệt binh tại Hampton Roads vào ngày 12 tháng 6 và viếng thăm Rio de Janeiro, Brazil; John McCain, thượng nghị sĩ tương lai và là người tranh cử cho chức vụ Tổng thống Hoa Kỳ, là một học viên trong chuyến đi này.
Hunt rời Newport để đi Belfast, Bắc Ireland vào ngày 3 tháng 9, 1957, nơi nó tham gia các cuộc tập trận phối hợp cùng lực lượng khối NATO trước khi quay trở về Newport vào ngày 22 tháng 10. Đến ngày 1 tháng 8, 1958, nó lại lên đường cho chuyến đi đến vùng biển Caribe, rồi lên đường từ San Juan, Puerto Rico để tham gia cùng tàu sân bay Saratoga (CVA-60) tại Địa Trung Hải, tăng cường cho lực lượng Đệ Lục hạm đội vào thời điểm xảy ra những xung đột tại vùng Cận Đông. Nó đã đi đến Beirut, Lebanon vào ngày 28 tháng 8, nơi xảy ra bất ổn chính trị buộc phải cho đổ bộ binh lính Thủy quân Lục chiến Hoa Kỳ để duy trì hòa bình và bảo vệ quyền lợi của Hoa Kỳ. Nó rời cảng này ba ngày sau đó để đi Hồng Hải, băng qua kênh đào Suez vào ngày 11 tháng 9 để đi Massawa, Ethiopia, và sau khi ghé qua Aden, Arabia, lại lên đường vào ngày 14 tháng 10 quay trở lại Địa Trung Hải. Nó tiếp tục cơ động cùng Đệ Lục hạm đội cho đến khi lên đường quay trở về nhà, về đến Newport vào ngày 13 tháng 11.
Trong những năm sau đó, Hunt tiếp tục các hoạt động tại chỗ từ Newport cũng như tại vùng biển Caribe, tập trận và thực hành chống tàu ngầm. Nó được cho xuất biên chế vào ngày 30 tháng 12, 1963 và neo đậu cùng Hạm đội Dự bị Đại Tây Dương tại Philadelphia, Pennsylvania. Tên nó được rút khỏi danh sách Đăng bạ Hải quân vào ngày 1 tháng 12, 1974, và nó bị bán để tháo dỡ vào ngày 14 tháng 8, 1975.